# Colonia Barón
Colonia Barón est une localité argentine située dans le département de Quemú Quemú et dans la province de La Pampa. La juridiction de la municipalité s'étend également sur la ville de Colonia San José et une zone rurale du département de Conhelo. Colonia Barón doit son nom à l'éleveur français Wilfrid Barón, père de l'écrivain et homme politique Raúl Barón Biza.

## Religion
| Diocèse\| | Santa Rosa en Argentina   |
| --------- | ------------------------- |
| Paroisse  | San Juan Bosco y San José |

## Personnalités liées
- Ricardo Neumann (1946-2008), footballeur argentin, né à Colonia Barón.